# Le Mure
Le Mure sono un rilievo dell'isola d'Elba, sede di un insediamento montano dell'Età del Bronzo frequentato sino all'epoca etrusca. Il toponimo, attestato come Campo alle Mure nel 1802, deriva dalla presenza di tre estese e basse cinte murarie (una lungo il crinale e le altre sul fianco orientale del rilievo, in località Recitoi, dal latino recisus, «tagliato») riferibili al II millennio a.C. A breve distanza si trova la rupe detta Cote al Galletto.
Il sito ospita uno dei più vasti insediamenti protostorici del Monte Capanne, comunicante visivamente con l'abitato di Pietra Murata. I reperti rinvenuti sono esposti presso il Museo archeologico di Marciana; quelli risalenti all'Età del Bronzo sono costituiti da vasellame frammentario con ingubbio, bollitoi per latte, fusaiole e rocchetti in argilla. I reperti relativi all'età etrusca (III secolo a.C.) sono invece rappresentati da un dolium frammentario in argilla, olle frammentarie in ceramica comune, proiettili per fionda in piombo (glandes plumbeae) e una moneta bronzea di Siracusa. Nel sito, presso cui esiste una sorgente di ottima acqua (Fonte alle Mure), si trovano tre caprili con due capanne in pietra realizzate dal pastore sanpierese Evangelista Barsaglini nel 1982.
Poco più in basso, sul versante occidentale, esistono le Piane del Santo.

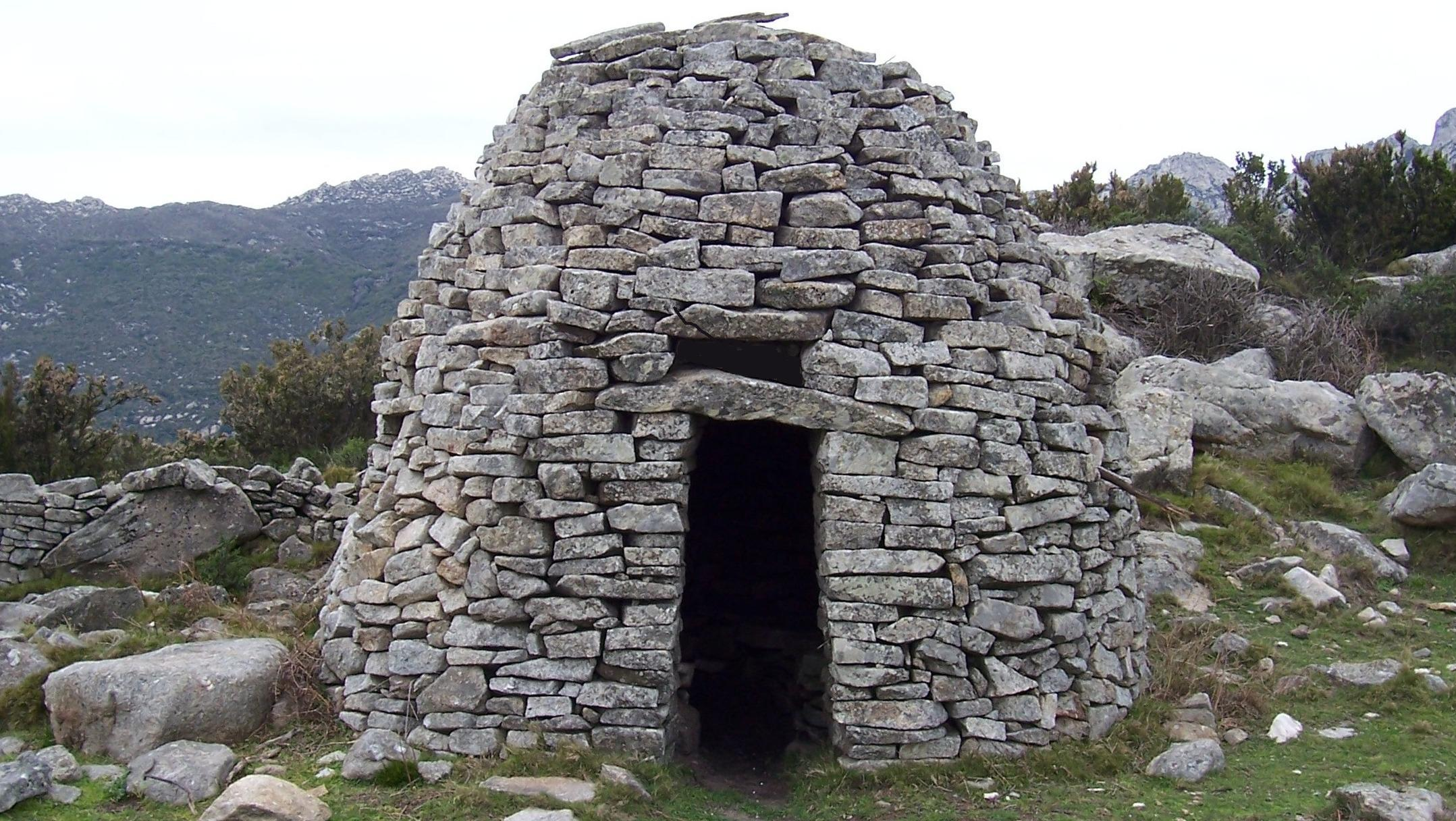
Caprile realizzato dal pastore Evangelista Barsaglini nel 1982 presso Le Mure

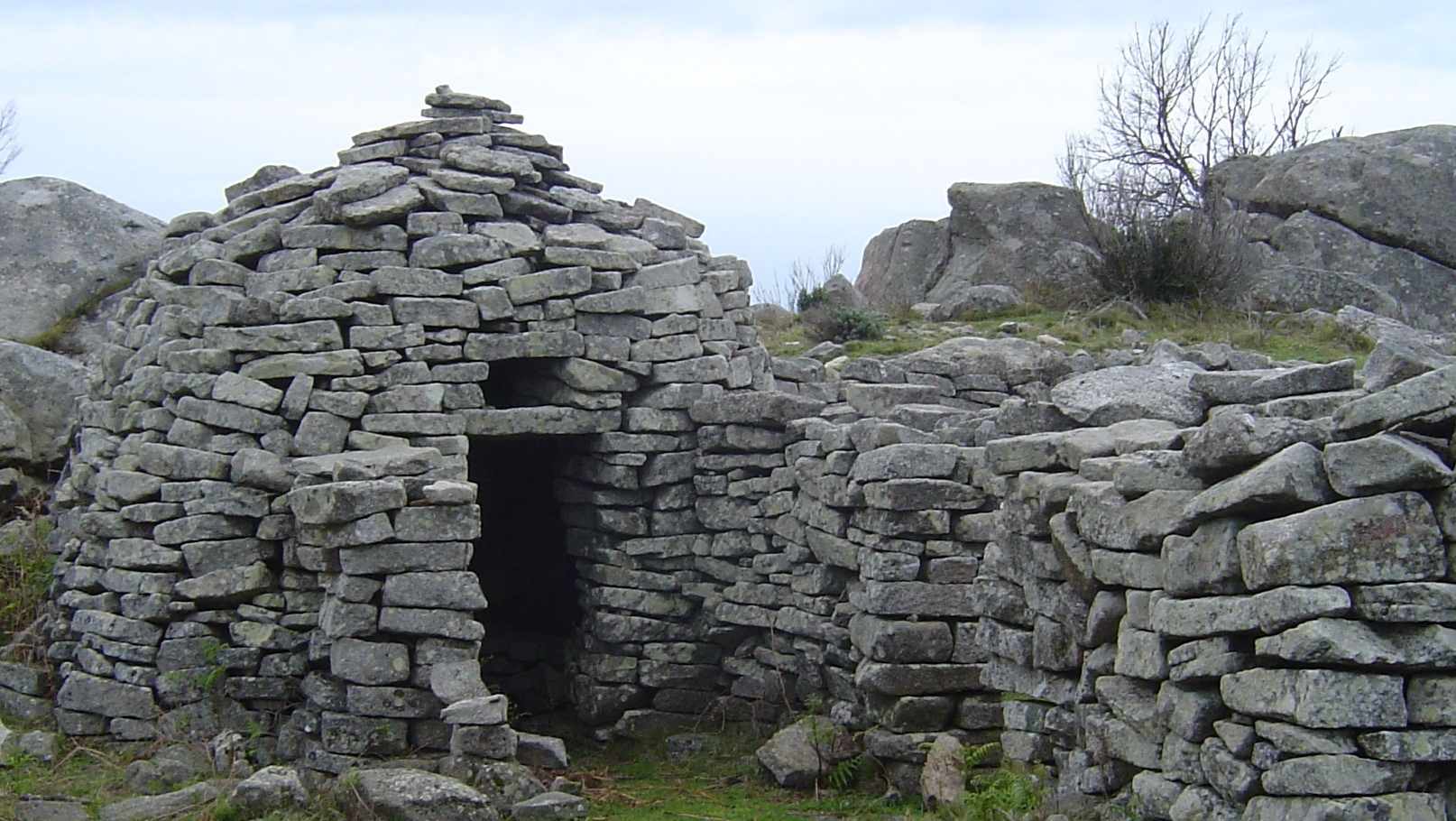
Caprile edificato presso Le Mure dal pastore Evangelista Barsaglini nel 1982